# وضعیت خنثی ستون فقرات
وضعیت خنثی ستون فقرات (به انگلیسی: Neutral Spine) یا وضعیت خوب بدن اشاره به «سه منحنی دارد که باید در ستون مهره‌های سالم حفظ شوند.»
در این حالت، ستون مهره‌ها کاملاً صاف نیست و کمی انحنا در پایین و بالای آن وجود دارد. این حالت در بیشتر تمرینات ورزشی باید حفظ شود.
در وضعیت خنثی ستون فقرات ۳۳ مهرهٔ آن از جلو و عقب بدن باید کاملاً در یک راستا قرار گرفته باشند، ولی از طرفین بخش گردن (مهره‌های C1 تا C7) باید انحنای به داخل، بخش پشت سینه (مهره‌های T1 تا T12) باید انحنای بیرون، و بخش کمر (مهره‌های L1 تا L5) باید انحنای به داخل داشته باشند.
همچنین استخوان خاجی و دنبالچه هم باید بین استخوان‌های بی‌نام در حال استراحت باشند.